# Module libre
En algèbre, un module libre est un module M qui possède une base B, c'est-à-dire un sous-ensemble de M tel que tout élément de M s'écrive de façon unique comme combinaison linéaire (finie) d'éléments de B.

## Définitions
Une base de M est une partie B de M qui est à la fois :
- génératrice pour M, c'est-à-dire que tout élément de M est combinaison linéaire d'éléments de B ;
- libre, c'est-à-dire que pour toutes familles finies (ei)1≤i≤n d'éléments de B deux à deux distincts et (ai)1≤i≤n d'éléments de l'anneau sous-jacent telles que a1e1 + ... + anen = 0, on a : a1 = ... = an = 0.

## Exemples et contre-exemple
- Étant donné un anneau A, l'exemple le plus immédiat de A-module libre est An. Réciproquement, tout A-module libre de base à n éléments est isomorphe à An.
- Tout groupe abélien admet une unique structure de ℤ-module. Les groupes abéliens libres sont exactement les ℤ-modules libres.
- Contrairement aux espaces vectoriels, cas particuliers des modules sur un corps, un module n'est pas toujours libre. Par exemple les ℤ-modules ℤ/2ℤ et ℚ ne sont pas libres. En revanche, tout module est le quotient d'un module libre.
- Un sous-module d'un module libre n'est en général pas libre. Par exemple tout idéal (à gauche) de A est un A-module (à gauche), mais il n'est libre que s'il est engendré par un seul élément.
- Le théorème de construction des bases partant d'une partie libre ou génératrice n'est pas valide pour les modules. Ainsi la partie non libre {2,3} engendre ℤ en tant que ℤ-module (car elle engendre 1 par 3 - 2 = 1). En revanche, ni le singleton {2} ni {3} n'engendrent ℤ seuls. De même la partie libre {2} ne peut pas se compléter en une base de ℤ.
- Comme on définit la notion de groupe libre engendré par un ensemble, on[1] définit celle de module libre sur un ensemble. Cette notion sert de base à celle de produit tensoriel.

## Propriétés générales
- Si (Mi)i est une famille de modules libres sur A, alors leur somme directe ⊕i Mi est libre sur A.

Supposons que M et N sont des modules libres sur A. 
- Leur produit tensoriel M ⊗ N est libre.
- L'ensemble HomA(M, N) des applications A-linéaires, qui possède une structure naturelle de A-module, est libre. En particulier, le dual HomA(M, A) est libre.
- Si C est une A-algèbre, alors M ⊗A C est libre sur C.
- Sur un anneau principal, tout sous-module d'un module libre F est libre et de rang inférieur ou égal à celui de F[2].
- Tout module libre est  projectif et plus généralement plat. Ces dernières propriétés sont plus souples que la liberté : par exemple, si 0 → M → N → L → 0 est une suite exacte de modules avec N et L libres, cela n'implique pas en général que M est libre. En revanche cette propriété est vraie pour les modules projectifs et pour les modules plats.

## Rang d'un module libre sur un anneau commutatif ou noethérien
Une question naturelle est de savoir si, comme pour les espaces vectoriels, toutes les bases d'un module libre ont même cardinal. La réponse est négative en général, mais affirmative avec de faibles conditions supplémentaires sur l'anneau sous-jacent. Par exemple, il suffit que l'anneau soit commutatif, ou alors noethérien, pour que le résultat tienne ; on peut dans ce cas parler de la dimension, également appelée rang, du module libre.
Supposons dans ce qui suit A commutatif et non nul. 
- Le rang d'une somme directe s'additionne, celui d'un produit tensoriel se multiplie, et reste inchangé par extension des scalaires.
- Si P est un idéal maximal de A, alors M/PM est un espace vectoriel sur le corps A/P, de dimension égale au rang de M.
- Si M → N est une application linéaire injective entre deux modules libres avec N de rang fini, alors M est de rang fini et inférieur ou égal à celui de N[4].
- Si M → N est une application linéaire surjective entre deux modules libres, alors le rang de M est supérieur ou égal celui de N (en effet on a alors une application linéaire surjective d'espaces vectoriels M/PM → N/PN).
- Si M → N est une application linéaire surjective entre modules libres de même rang fini, alors c'est un isomorphisme (son déterminant est inversible).

Les propriétés ci-dessus se traduisent également de la façon suivante : dans un module libre de rang α (fini ou pas), toute partie génératrice est de cardinal supérieur ou égal à α ; dans un module libre de rang fini n, toute partie libre a au plus n éléments et toute partie génératrice à n éléments est une base. 
- Toute suite exacte courte 0 → M → N → L → 0 de modules libres est scindée (puisque L est projectif) et N est alors isomorphe à M ⊕ L, autrement dit : le rang de N est la somme des rangs de M et de L. Cela peut être vu comme la généralisation du théorème du rang, lequel concerne les espaces vectoriels.

- Supposons que B est anneau commutatif contenant A, et aussi un A-module libre pour le produit, de base { bi }. Si  C est un B-module libre de base { cj }, alors C est un A module libre de base { bi cj }. En particulier, le rang de C sur A est le produit des rangs de B sur A et de C sur B (fini ou infini).